# Augustin Škarda
Augustin Škarda (1879 – březen 1937, Praha) byl český fotograf, vydavatel a překladatel. Škarda byl spolu s Františkem Drtikolem jedním ze zakladatelů české moderní fotografie.

## Životopis
Augustin Škarda se narodil v roce 1879. Jeho práce se zaměřovala především na fotografii a vydávání knih o historii a kultuře Čech.
V roce 1911 se jeho společníkem stal František Drtikol, se kterým společně vydal album padesáti olejotisků s názvem Z dvorů a dvorečků staré Prahy. Jejich firma nesla název Drtikol a spol. a fungovala i během první světové války. V ní byl Drtikol nasazen na frontu, zatímco ateliér byl pod Škardovým vlivem. Drtikol v této době nefotografoval, zabýval se především kresbou a psal. Historička umění Anna Fárová označila Drtikolovy válečné texty jako epistolární román.
V letech 1923–1931 u Augustina Škardy studoval portrétní fotografii Jindřich Hatlák .
Škarda se také podílel na vydávání časopisu Moderní revue a na vydávání knih o historii a kultuře Čech. Škarda byl také aktivní v česko-amerických spolcích a organizacích. V roce 1930 se stal členem Svazu československých klubů fotografů amatérů.
Augustin Škarda zemřel v březnu 1937 v Praze.

## Publikace
- Československá fotografie 1933 sest. Augustin Škarda, Praha: Fotografický obzor, 1933
- Československá fotografie I : 1931 / uspořádal Augustýn Škarda	1879-1937, v Praze: Fotografický obzor, 1931
- O fotografování při umělém světle : snímky při umělém světle, snímky portretní, na jevišti a za noci / Walter Heering ; autorisovaný překlad podle posledního [4.] vydání pořídil Aug. Škarda, Augustin Škarda 		Heering, Walther, 1902-1977, Praha: Tiskem a nákladem E. Beaufort, 1935?
- Patero novell / Guy de Maupassant ; z frančiny přeložili Aug. Škarda a K. Zahrádka, Maupassant, Guy de, 1850-1893, v Praze : J. Otto, 1897
- Piktorialisté : Ateliér Josefa Sudka 26.06-20.08.2013 / Josef Moucha, Praha: PPF Art, 2013
- Zrcadlovka Rolleiflex : její přednosti a jak se s ní zachází / Dr. Walther Heering; autorisovaný překlad podle posledního vydání pořídil Aug. Škarda 		Heering, Walther, 1902- 	V Praze : Tiskem a nákladem E. Beaufort, podniky grafické a nakladatelské a. s., 1936
- Zrcadlovka Rolleiflex : její přednosti a jak se s ní zachází / Dr. Walther Heering ; autorisovaný překlad podle posledního vydání pořídil Aug. Škarda, Heering, Walther, 1902-1977, v Praze: Tiskem a nákladem E. Beaufort, podniky grafické a nakladatelské a. s., 1935